# Robin Zander
Robin Zander (Beloit, 23 gennaio 1953) è un cantante e chitarrista statunitense.
È il cantante e chitarrista ritmico dei Cheap Trick, band nella quale ha militato ininterrottamente fin dal 1974. Ha anche registrato dei lavori da solista.